# Filippa Sarolta porosz királyi hercegnő
Poroszországi Filippa Sarolta (németül: Philippine Charlotte von Preußen; Berlin, Porosz Királyság, 1716. március 13. – Braunschweig, Braunschweig–Wolfenbütteli Fejedelemség, 1801. február 16.), a Hohenzollern-házból származó porosz királyi hercegnő, I. Frigyes Vilmos porosz király és Hannoveri Zsófia Dorottya negyedik leánya, aki I. Károly fejedelemmel kötött házassága révén braunschweig–wolfenbütteli hercegné 1735-tő hitvese 1780-ban bekövetkezett haláláig.

## Származása
Filippa Sarolta királyi hercegnő 1716. március 13-án született Berlinben, a porosz uralkodódinasztia, a Hohenzollern-ház tagjaként. Apja I. Frigyes Vilmos porosz király és brandenburgi őrgróf, aki I. Frigyes király és Hannoveri Zsófia Sarolta királyné egyetlen gyermeke volt. Apai nagyapai dédszülei Frigyes Vilmos brandenburgi választófejedelem és Oránia–Nassaui Lujza Henrietta hercegnő (Frigyes Henrik orániai herceg leánya), míg apai nagyanyai dédszülei Ernő Ágost hannoveri választófejedelem és Pfalz–Simmerni Zsófia hercegnő (V. Frigyes pfalzi választófejedelem és cseh király leánya) voltak.
Édesanyja a német Hannover-házból származó Zsófia Dorottya hannoveri hercegnő, I. György brit király és Braunschweig–Lüneburgi Zsófia Dorottya hercegnő egyetlen leánygyermeke volt. Anyai nagyapai dédszülei szintén Ernő Ágost választófejedelem és Pfalz–Simmerni Zsófia hercegnő, míg anyai nagyanyai dédszülei György Vilmos braunschweig–lüneburgi herceg és egy francia nemeskisasszony, Éléonore Desmier d’Olbreuse (Alexandre Desmier, Olbreuse urának leánya) voltak. Filippa Sarolta királyi hercegnő szülei így közeli rokoni kapcsolatban álltak, első-unokatestvérek voltak.
A hercegnő volt szülei tizennégy gyermeke közül a hetedik, egyben a negyedik leánygyermek. Felnőttkort megért testvérei között olyan magas rangú személyek vannak mint Vilma királyi hercegnő, aki Frigyes brandenburg–bayreuthi őrgróf felesége lett; a későbbi II. Nagy Frigyes porosz király; Friderika Lujza királyi hercegnő, Károly Vilmos Frigyes brandenburg–ansbachi őrgróf hitvese; Zsófia Dorottya királyi hercegnő, aki Frigyes Vilmos brandenburg–schwedti őrgróf felesége lett; Lujza Ulrika királyi hercegnő, Adolf Frigyes svéd király hitvese; továbbá Ágost Vilmos királyi herceg (a későbbi II. Frigyes Vilmos porosz király apja); Anna Amália királyi hercegnő, Quedlinburg apátnője; valamint Henrik királyi herceg, neves hadvezér és Ágost Ferdinánd, Johannita nagymester.

## Házassága és gyermekei
Filippa Sarolta királyi hercegnő férje a Welf-házból származó I. Károly braunschweig–wolfenbütteli fejedelem lett. Károly volt II. Albert Ferdinánd braunschweig–wolfenbütteli fejedelem és Braunschweig–Wolfenbütteli Antónia Amália (Lajos Rudolf herceg leányának) legidősebb fiúgyermeke. Házasságukra 1733. július 2-án került sor Berlinben. Kettőjük kapcsolatából összesen tizenhárom gyermek született, akik közül hét érte meg a felnőttkort. Gyermekeik:
- Károly Vilmos Ferdinánd herceg (1735. október 9. – 1806. november 10.), braunschweig–wolfenbütteli fejedelme
- György Ferenc herceg (1736. szeptember 29. – 1737. december 10.), kisgyermekként meghalt
- Zsófia Karolina Mária hercegnő (1737. október 7. – 1817. december 21.), Frigyes brandenburg–bayreuthi őrgróf felesége
- Keresztély Lajos herceg (1738. november 13. – 1742. április 12.), kisgyermekkorában elhunyt
- Anna Amália hercegnő (1739. október 24. – 1807. április 10.), II. Ernő Ágost szász–weimar–eisenachi herceg hitvse
- Frigyes Ágost herceg (1740. október 29. – 1805. október 8.), braunschweig–wolfenbüttel–oelsi herceg
- Albert Henrik herceg (1742. február 26. – 1761. augusztus 8.), nemházasodott meg, nem születtek gyermekei
- Lujza hercegnő (1743. december 18. – 1744. február 22.), csecsemőkorában meghalt
- Vilmos Adolf herceg (1745. május 18. – 1770. augusztus 24.), nem születtek utódai
- Erzsébet Krisztina Ulrika hercegnő (1746. november 8. – 1840. február 18.), Frigyes Vilmos porosz koronaherceg első felesége
- Friderika hercegnő (1748. április 8. – 1758. január 22.), kisgyermekkorában meghalt
- Aguszta Dorottya hercegnő (1749. október 2. – 1810. március 10.), gandersheimi apátnő
- Miksa Julius Lipót herceg (1752. október 11. – 1785. április 24.), nemházasodott meg, nem születtek utódai